# Kerbors
Kerbors (en bretó Kerborzh) és un municipi francès, situat a la regió de Bretanya, al departament de Costes del Nord. L'any 2008 tenia 346 habitants.

## Demografia
| 1962                                       | 1968 | 1975 | 1982 | 1990 | 1999 |
| ------------------------------------------ | ---- | ---- | ---- | ---- | ---- |
| 483                                        | 427  | 368  | 318  | 321  | 329  |
| Des de 1962: població sense dobles comptes |      |      |      |      |      |

## Administració
| Període   | Identitat                | Partit |
| --------- | ------------------------ | ------ |
| 1985-2008 | Gabriel Mazeau           |        |
| 2008-     | Jean François Le Bescond |        |